# OCA-DLR Asteroid Survey
ODAS (Abkürzung für OCA-DLR Asteroid Survey, wobei OCA für Observatoire de la Côte d’Azur und DLR für Deutsches Zentrum für Luft- und Raumfahrt steht) ist die Bezeichnung für ein Asteroiden-Suchprogramm, das von 1996 bis 1999 vom Observatoire de la Côte d’Azur in Kooperation mit dem Institut für Planetenforschung des DLR betrieben wurde. Mit Hilfe eines nördlich von Nizza stationierten 90-cm-Schmidt-Teleskopes wurden über 2.000 Asteroiden (darunter auch fünf erdnahe Objekte) und ein Komet entdeckt.
Nachdem die ODAS-Himmelsüberwachung aufgrund von Mittelkürzungen hatten eingestellt werden müssen, wurden die Forschungen mit UDAS (ab 1999) und ADAS (ab 2001) weitergeführt.